# Церковь Иоанна Златоуста в Рубленом городе
Церковь Иоанна Златоуста в кремле (церковь Шуйско-Смоленской иконы Божией Матери в Рубленом городе) — утраченный православный храм в Ярославле, на территории бывшего кремля. Построен в 1690 году купцом Иваном Абросимовым на месте древней деревянной церкви. Разрушен коммунистами в 1920-х годах.
С 1690 года главный престол был освящён в честь Шуйско-Смоленской иконы Божией Матери, но храм и приход продолжали именовать Златоустовскими.

## История
Приходская церковь во имя Иоанна Златоуста упомянута в Переписной книге Ярославля 1646 года. В грамоте царя Алексея Михайловича 1647 года значится: «в Кремле городе в Городовой сотне храм древяной клетцки теплый во имя Святого Ивана Златоустого, другой престол в том же храме во имя святого Тихона Чудотворца». Наличие Тихоновского придела в храме подтверждается и надписью на сохранившемся до настоящего времени Евангелии в серебряном окладе: «Лета 7183 (1675) месяца сентября 8 день построено сие Евангелие в церковь что Иоанна Златоуста да Тихона Чудотворца Ярославля города мирское подаяние труды и обещание Ивана Абросимова». Престол с таким же посвящением был в находившейся рядом Ильинско-Тихоновской церкви.
В 1690 году на средства прихожанина храма ярославского купца Ивана Абросимова и при содействии митрополита Ионы был выстроен каменный храм. Главный престол нового храма освятили в честь Шуйско-Смоленской иконы Пресвятой Богородицы, обустроив во имя Иоанна Златоуста тёплый придел в трапезной.
По сообщению архиепископа Самуила, в 1781 году Златоустовский приход состоял из 122 человек, проживавших в 12 дворах.
В начале XIX века в алтаре храма был устроен холодный второй придел — во имя Ярославских чудотворцев Фёдора, Давида и Константина. В 1825 году церковь была «поправлена» Фёдором Матвеевичем Дубовым.
В середине XIX века в Златоустовском приходе состояли 118 человек, в начале XX века — 70 человек.
Церковь Иоанна Златоуста была закрыта коммунистами в августе 1919 года и разрушена не позднее 1929 года.

## Архитектура
Златоустовская церковь имела планировку, типичную для ярославских церквей XVII века. Основной храм — кубического типа, замыкающийся двумя невысокими апсидами главного алтаря. С трёх сторон четверик был окружён крытой галереей. С западной стороны над галереей возвышалась 24-метровая шатровая колокольня. Храм был увенчан пятью шлемовидными главами на вытянутых световых барабанах. Плоскости закомар были расписаны фресками так же, как и в находившемся рядом Успенском соборе.
По размерам Златоустовский храм был одним из самых малых летних храмов в Ярославле.

## Галерея

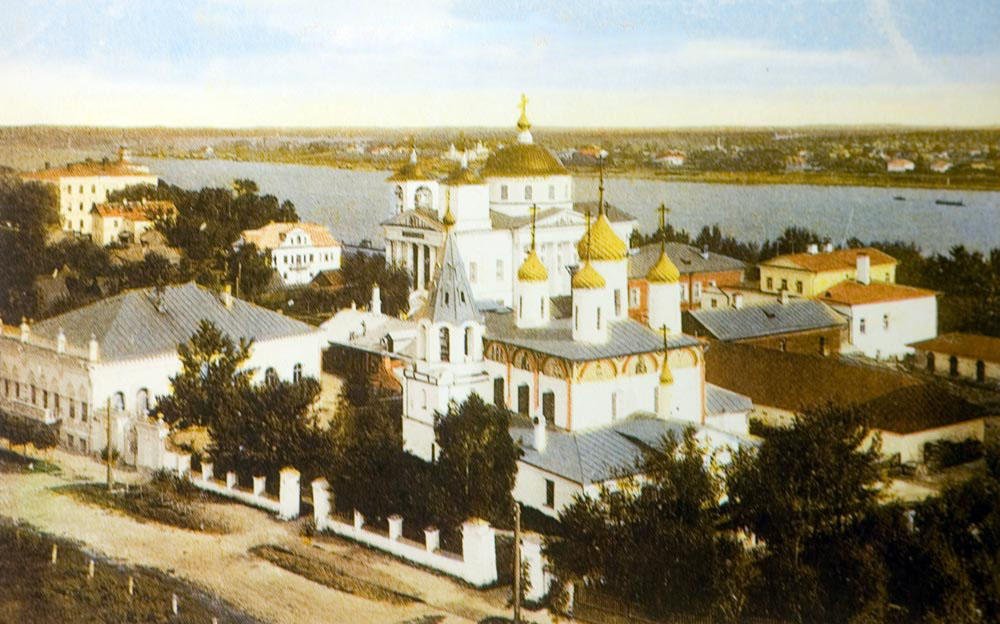
Храм в начале XX века. Вид с колокольни Успенского собора
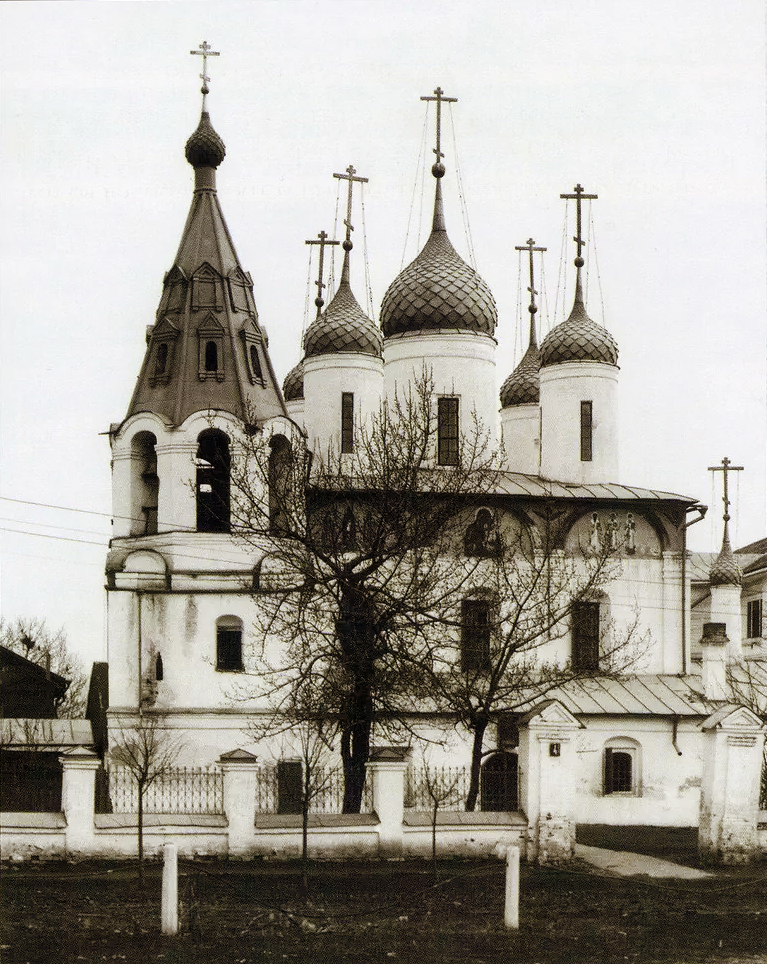
Храм в начале XX века. Вид с Соборной площади
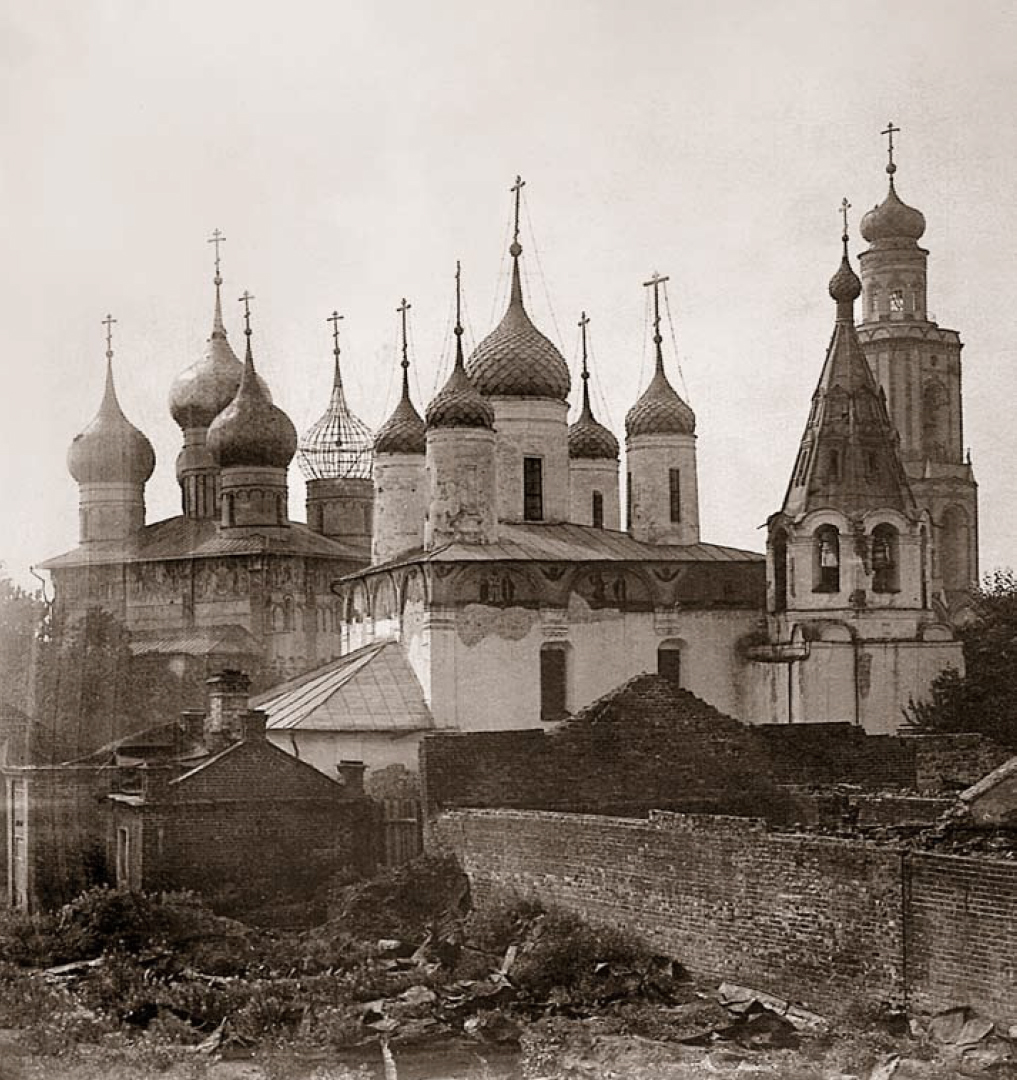
Храм в советское время. Вид с Ильинско-Тихоновской церкви